# Rue des Dames (Nancy)
Pour les articles homonymes, voir Rue des Dames.
La rue des Dames est une voie de la commune française de Nancy.

## Situation et accès
La rue des Dames, qui adopte une direction générale nord-sud, est comprise au sein de la Vieille-ville de Nancy, longeant sur tout son parcours la façade occidentale de la basilique Saint-Epvre. La voie appartient administrativement au quartier Ville-Vieille - Léopold. Elle relie la place Saint-Epvre, au nord, à la place du Colonel-Fabien, sans croiser d'autre voie.

## Origine du nom
Elle porte ce nom en souvenir du monastère des Dames Prêcheresses ou Dominicaines, établies dans l'ancienne Hostellerie ducale en 1298, par le duc Ferry III.

## Historique
Après avoir porté les noms de « rue entre les deux places » (place des Dames et place Saint-Epvre), elle prend le nom de « petite rue des Dames Prêcheresses » en 1767, puis de « rue de l'Union » en 1791 et de « rue des Dames » depuis 1830.